# Nothofagus alessandrii
Nothofagus alessandrii là một loài thực vật có hoa trong họ Nothofagaceae. Loài này được Espinosa mô tả khoa học đầu tiên năm 1928.

## Hình ảnh

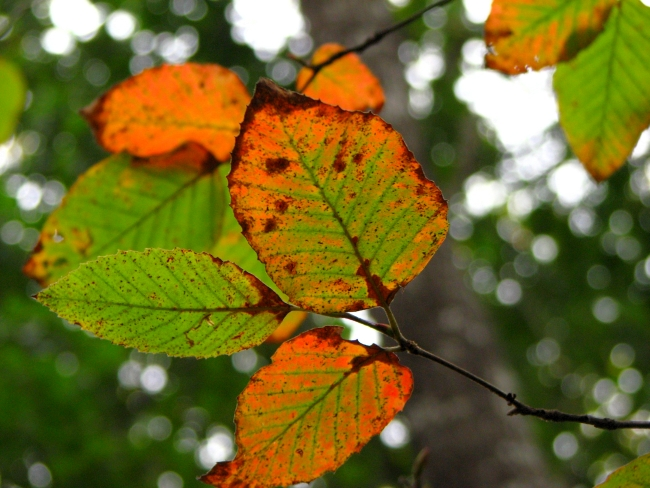
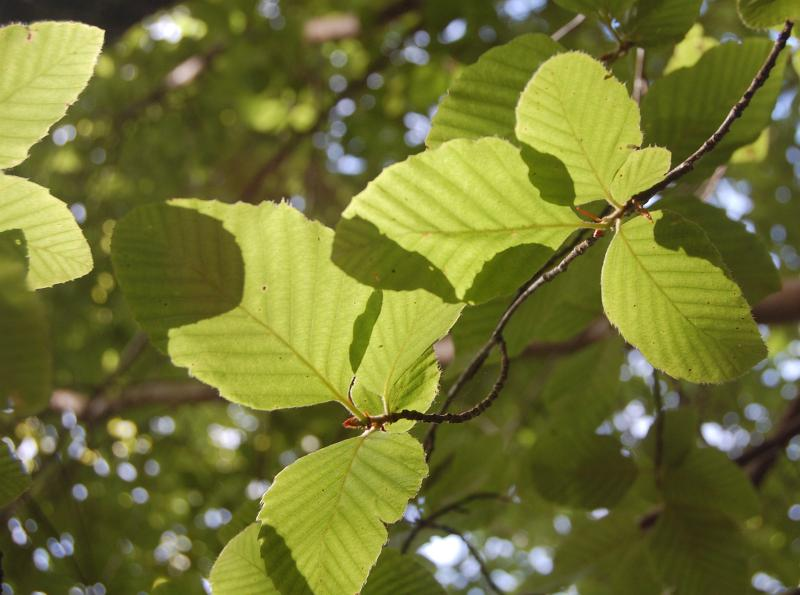
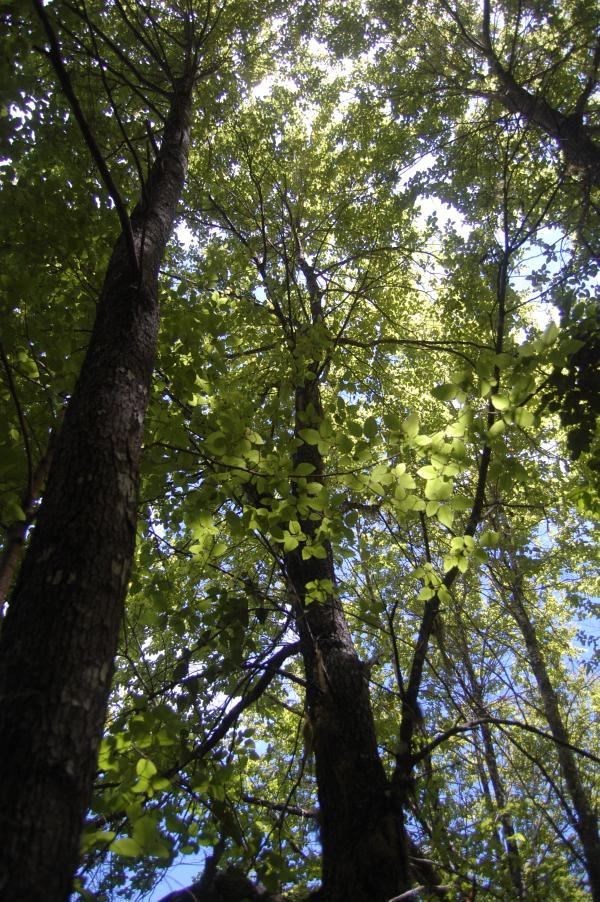